# پست مونستر
پست مونستر (به آلمانی: Postmünster) یک شهر در آلمان است که در بایرن واقع شده‌است.

## خصوصیات
پست مونستر ۴۳٫۴۹ کیلومترمربع مساحت دارد ۳۷۸-۴۷۲ متر بالاتر از سطح دریا واقع شده‌است.